# Symplectoscyphus sofiae
Symplectoscyphus sofiae är en nässeldjursart som beskrevs av Peña-Cantero, Svoboda och Vervoort 2002. Symplectoscyphus sofiae ingår i släktet Symplectoscyphus och familjen Sertulariidae.
Artens utbredningsområde är Södra Ishavet. Inga underarter finns listade i Catalogue of Life.